# 馬林·昆當
《馬林·昆當》（馬來語：／），又譯作《變成石頭的馬林》，是一則東南亞民間傳說，同時也是故事主角的名字。傳說本身，以及故事主角的名字因地而異，印度尼西亞稱之為《馬林·昆當》，汶萊稱之為《Nakhoda Manis》，馬來西亞和新加坡則稱之為《Si Tanggang》。
故事講述水手馬林·昆當家境貧窮，後來偷偷上了貿易船，並得以致富。馬林·昆當入贅于一位公主，並獲得一艘屬於自己的帆船。他回到家鄉的時候，對自己卑賤的出身感到羞恥，拒絕和自己的年邁母親相認。老母親詛咒這名不肖子，當馬林·昆當啟航時，他和他的船都變成了石頭。

## 印尼

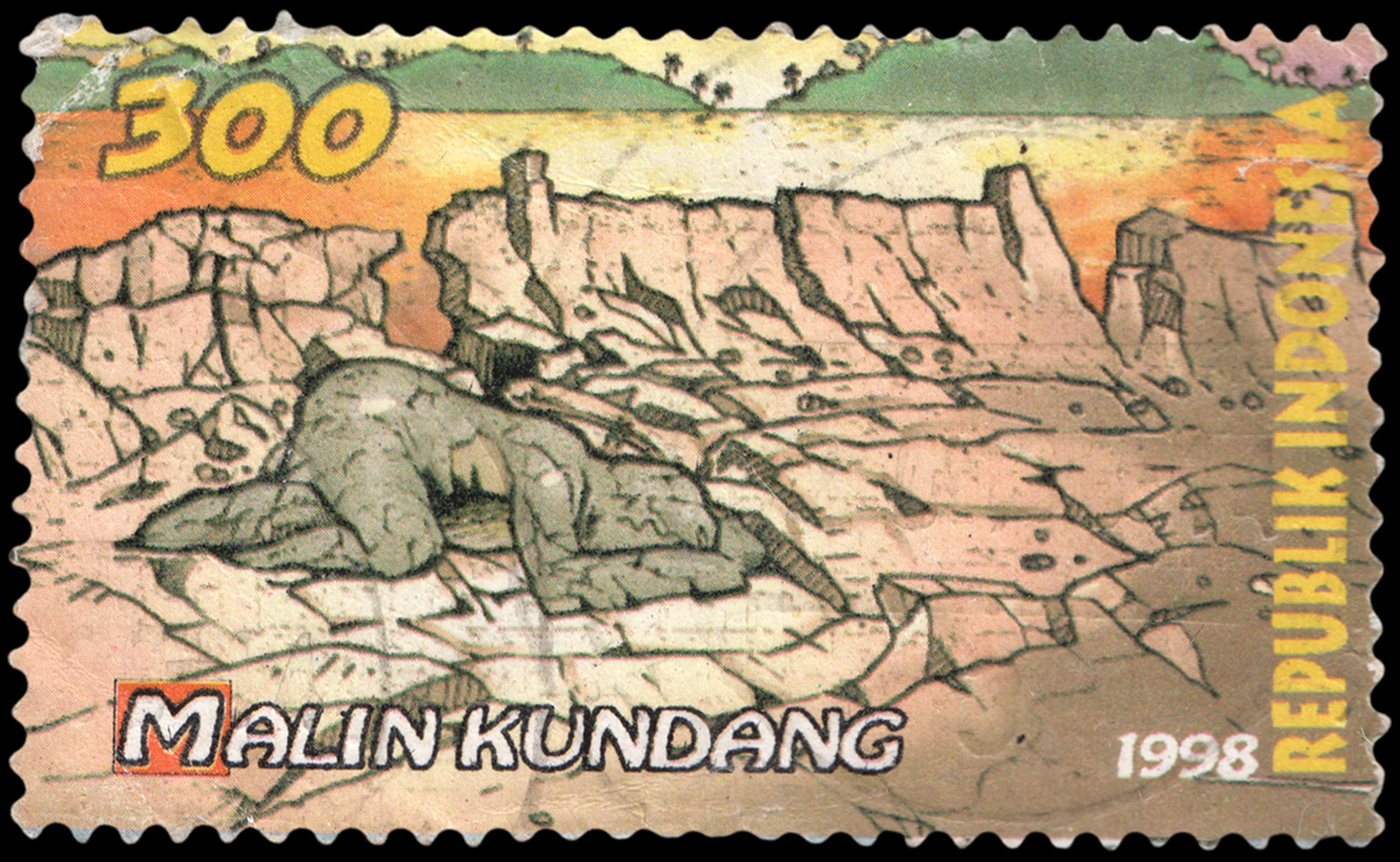
1998年印尼郵票上所描繪的馬林·昆當傳說

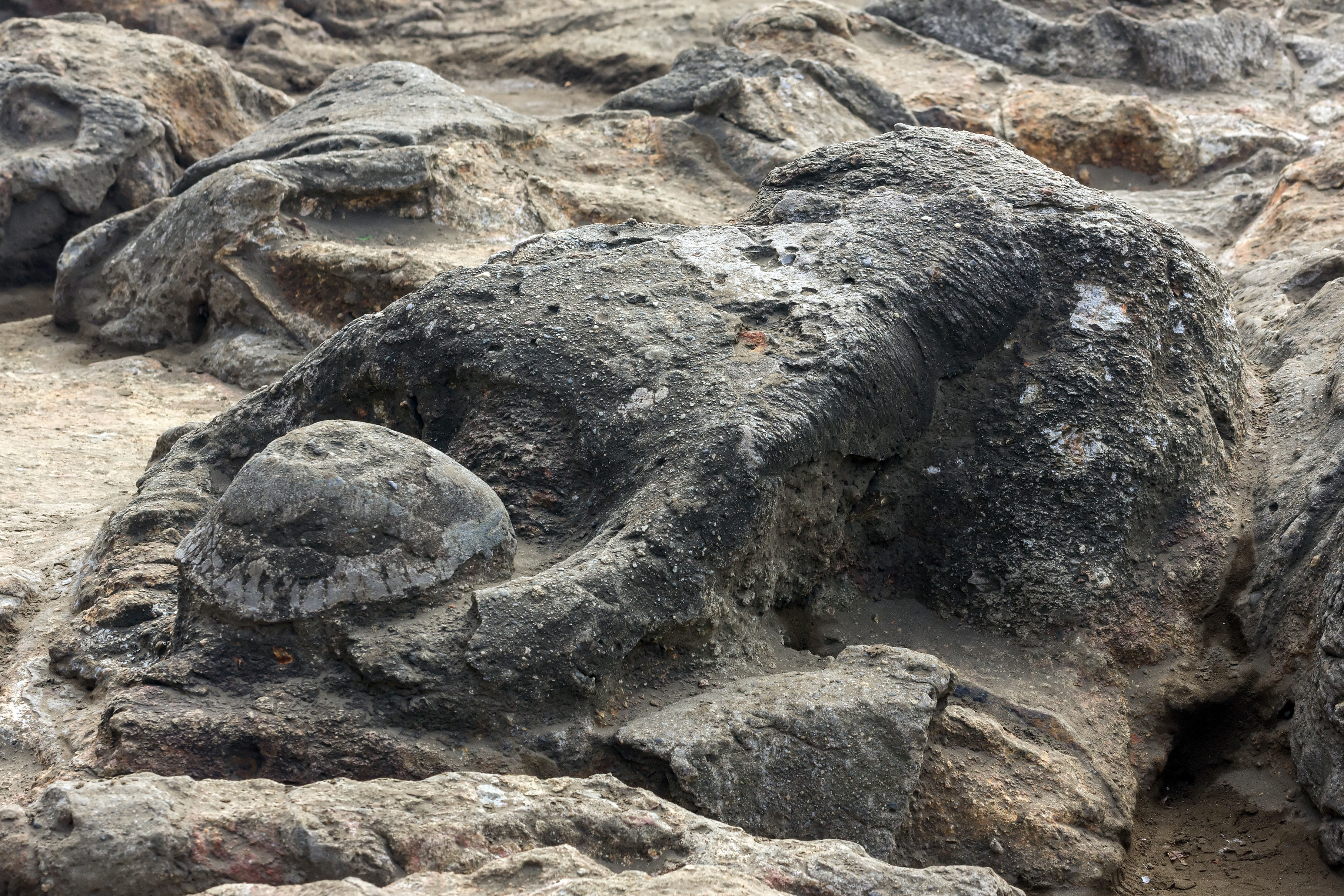
Air Manis海灘上的「馬林·昆當石」

這則傳說在印尼稱為《馬林·昆當》（Malin Kundang）。故事在西蘇門答臘省，據說馬林·昆當那艘船變成的石頭就是位於巴東市阿逸馬尼斯（Air Manis）的「馬林·昆當石」。
另一則印尼民間故事《桑普拉嘉》和馬林·昆當的傳說非常相似，不同點在於《桑普拉嘉》在中加里曼丹省發生。據信《桑普拉嘉》那艘船變成的石頭位於拉曼道河沿岸的偏鄉「Belantikan Hulu」，叫做「桑普拉嘉山」（Bukit Sampuraga）。

## 汶萊
這則傳說在汶萊稱為《Nakhoda Manis》，當地的版本和汶萊河上一塊酷似船首的石頭瓊巴株有關。

## 馬來西亞和新加坡
這則傳說在馬來西亞和新加坡稱為《Si Tenggang》或《Si Tanggang》。當地的版本和黑風洞有關，據說裏邊有幾個洞穴看起來就像是船艙。
在馬來西亞有一個特別獨特的改編版本《Cerita Megat Sajobang》，在故事中，主角Tenggang（或Tanggang）是一名原住民。後來他融入馬來社會，並拒絕與自己纏著纏腰布的雙親相認。

## 大眾文化
作為一則警惕家庭責任的寓言，《馬林·昆當》在東南亞當地相當受到歡迎，並常常成為動畫、電影、戲劇和文學的主題。以下為其中幾個例子：
- 《懲罰》，1961年的印尼電視劇。
- 《馬林·昆當（英语：Malin Kundang (film)）》，1971年的印尼電影[7]。
- 《The Travel Journals of Si Tenggang II》，1979年的詩集，馬來西亞詩人穆罕默德·哈吉·沙勒的主要詩集之一[8]。
- 一部2009年的馬來西亞紀錄片描述了此傳說的起源，該紀錄片由Astro集團製作[9]。

## 外部連結
- Nakoda Manis ASEAN Stories Project（瓊巴轄（英语：Jong Batu）的故事和相片）